# Stenoparmena mussardi
Stenoparmena mussardi är en skalbaggsart som beskrevs av Stefan von Breuning 1971. Stenoparmena mussardi ingår i släktet Stenoparmena och familjen långhorningar.
Artens utbredningsområde är Sri Lanka. Inga underarter finns listade i Catalogue of Life.